# Don Cowie
Donald Cowie (Inverness, Escocia, 15 de febrero de 1983) es un exfutbolista y entrenador escocés que jugaba de centrocampista.
En junio de 2020 anunció su retirada y se unió al cuerpo técnico del Ross County F. C., equipo con el que inició y finalizó su carrera como jugador. Desde febrero de 2024 es el entrenador de este mismo equipo.

## Selección nacional
Fue internacional con la selección de fútbol de Escocia en 10 ocasiones.

## Clubes

### Como jugador
| Club                               | País       | Año       |
| ---------------------------------- | ---------- | --------- |
| Ross County F. C.                  | Escocia    | 2000-2007 |
| Inverness Caledonian Thistle F. C. | Escocia    | 2007-2009 |
| Watford F. C.                      | Inglaterra | 2009-2011 |
| Cardiff City F. C.                 | Gales      | 2011-2014 |
| Wigan Athletic F. C.               | Inglaterra | 2014-2016 |
| Heart of Midlothian F. C.          | Escocia    | 2016-2018 |
| Ross County F. C.                  | Escocia    | 2018-2020 |

### Como entrenador
| Club              | País    | Año           |
| ----------------- | ------- | ------------- |
| Ross County F. C. | Escocia | 2024-presente |

## Palmarés

### Campeonatos nacionales
| Título                       | Club               | País       | Año  |
| ---------------------------- | ------------------ | ---------- | ---- |
| Football League Championship | Cardiff City F. C. | Inglaterra | 2013 |